# Les Authieux
Les Authieux é uma comuna francesa na região administrativa da Normandia, no departamento de Eure. Estende-se por uma área de 4,92 km². Em 2010 a comuna tinha 297 habitantes (densidade: 60,4 hab./km²).